# Queen's Club Championships 1985
I Queen's Club Championships 1985 (conosciuti pure come Stella Artois Championships per motivi di sponsorizzazione) sono stati un torneo di tennis giocato sull'erba. È stata la 92ª edizione del Queen's Club Championships e faceva parte del Nabisco Grand Prix 1985. Si è giocato al Queen's Club di Londra, in Inghilterra, dal 10 al 17 giugno 1985.

## Campioni

### Singolare
Boris Becker ha battuto in finale  Johan Kriek con il punteggio di 6–2, 6–3.

### Doppio
Ken Flach /  Robert Seguso hanno battuto in finale  Pat Cash /  John Fitzgerald con il punteggio di 3–6, 6–3, 16–14.